# Echeveria subrigida
Echeveria subrigida är en fetbladsväxtart som först beskrevs av Robins. och Seaton, och fick sitt nu gällande namn av Joseph Nelson Rose, Nathaniel Lord Britton och Rose. Echeveria subrigida ingår i släktet Echeveria och familjen fetbladsväxter. Inga underarter finns listade i Catalogue of Life.

## Bildgalleri

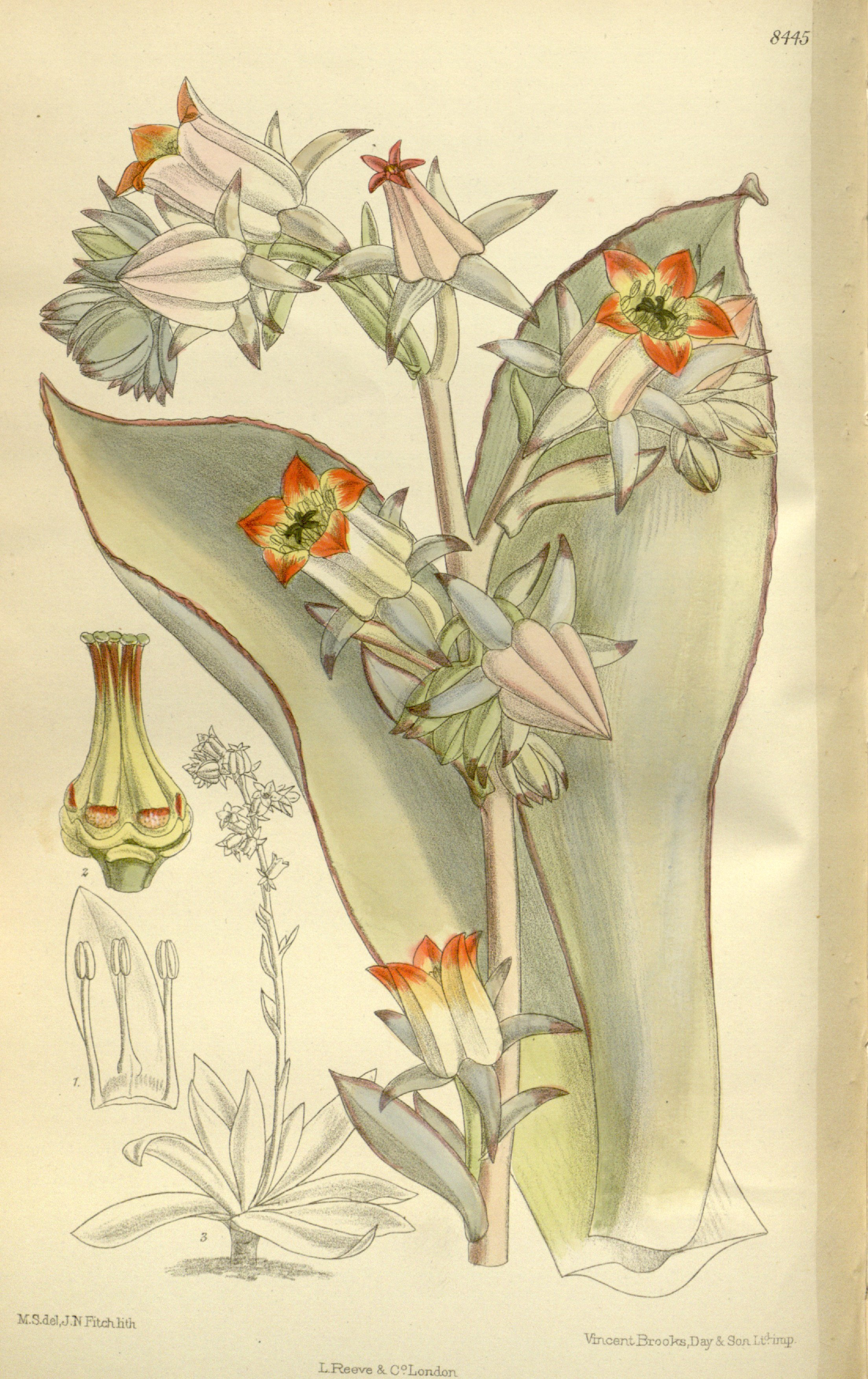
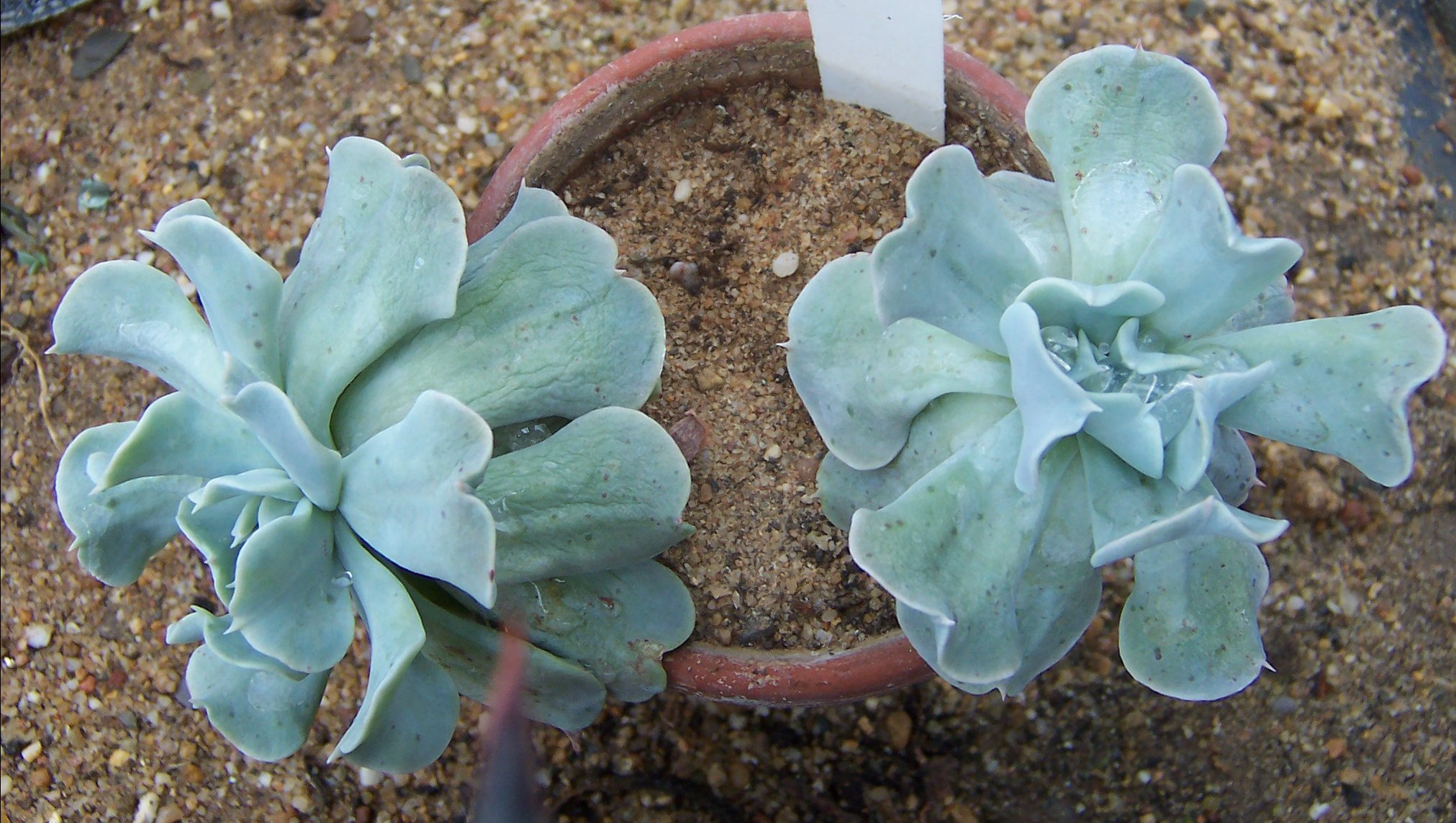